# 청풍고등학교
청풍고등학교는 충청북도 제천시 청풍면 물태리 산6에 있었던 공립 고등학교다.

## 연혁
- 1949년 12월 22일 : 청풍중학원 설립
- 1951년 12월 31일 : 청풍고등공민학교 개편
- 1953년 4월 23일 : 공립청풍중학교로 개편
- 1953년 5월 10일 : 청풍중학교 개교
- 1969년 3월 10일 : 청풍상업고등학교 개교
- 1974년 3월 1일 : 청풍고등학교로 개편
- 1984년 9월 6일 : 충주댐 수몰로 신축 교사 이전
- 1997년 2월 28일 : 폐교 (중학교는 제천중학교 청풍분교로 개편)[1]

## 폐교 이후
폐교 이후, 남아있던 청풍중학교가 2004년에 청풍초등학교와 통합 운영을 하여 이전하였으며, 그 자리는 서울특별시 동대문구청이 2009년에 청풍유스호스텔을 개원하였다.